# Bazoulé
Bazoulé est une localité située dans le département de Tanghin-Dassouri de la province du Kadiogo dans la région Centre au Burkina Faso a environ 30 km de la capitale Ouagadougou. Le village est notable pour ses « crocodiles sacrés ».

## Géographie
Bazoulé se trouve à 5 km au nord de Tanghin-Dassouri, le chef-lieu du département, et à 30 km du centre de Ouagadougou.
La localité de Bazoulé regroupe administrativement les villages de Goghin-2 et Sambin pour une population totale d'environ 1 500 habitants en 2006,.

## Économie

### Tourisme
La mare au crocodiles sacrés de Bazoulé est un site d'attraction touristique. Avant la crise sécuritaire, les visites de ce site rapportaient environ 7 millions de FCFA.

## Santé et éducation
Le centre de soins le plus proche de Bazoulé est le centre médical (CM) de Tanghin-Dassouri tandis que les hôpitaux se trouvent à Ouagadougou.
Le village possède une école primaire publique.

## Culture
Bazoulé est renommé pour sa mare aux « crocodiles sacrés », des crocodiles du Nil piégés à la suite de l'asséchement d'une rivière et qui se sont retrouvés dans un marigot proche du village. Nourris par les habitants, les crocodiles sont devenus dociles ce qui fait de la « Mare aux crocodiles sacrés » une attraction nationale. Près d'une centaine d'individus vivent dans la mare. La redevance payée par les touristes permet le développement du village.

### Koom-Lakré ou la Fête aux Crocodiles Sacrés
Koom-Lakré est une fête dédiée aux crocodiles afin de demander aux ancêtres une dernière pluie pour parfaire les récoltes. Elle est célébrée le dernier dimanche du mois d’octobre de chaque année. Ce jour, des gens viennent de partout avec des offrandes (un poulet en général) pour demander des sacrifices aux crocodiles la réalisation de leurs vœux : santé, protection, réussite, fertilité chance, etc. Le village reçoit des visiteurs de divers horizons grâce à ces crocodiles sacrés,

Crocodiles sacrés de Bazoulé
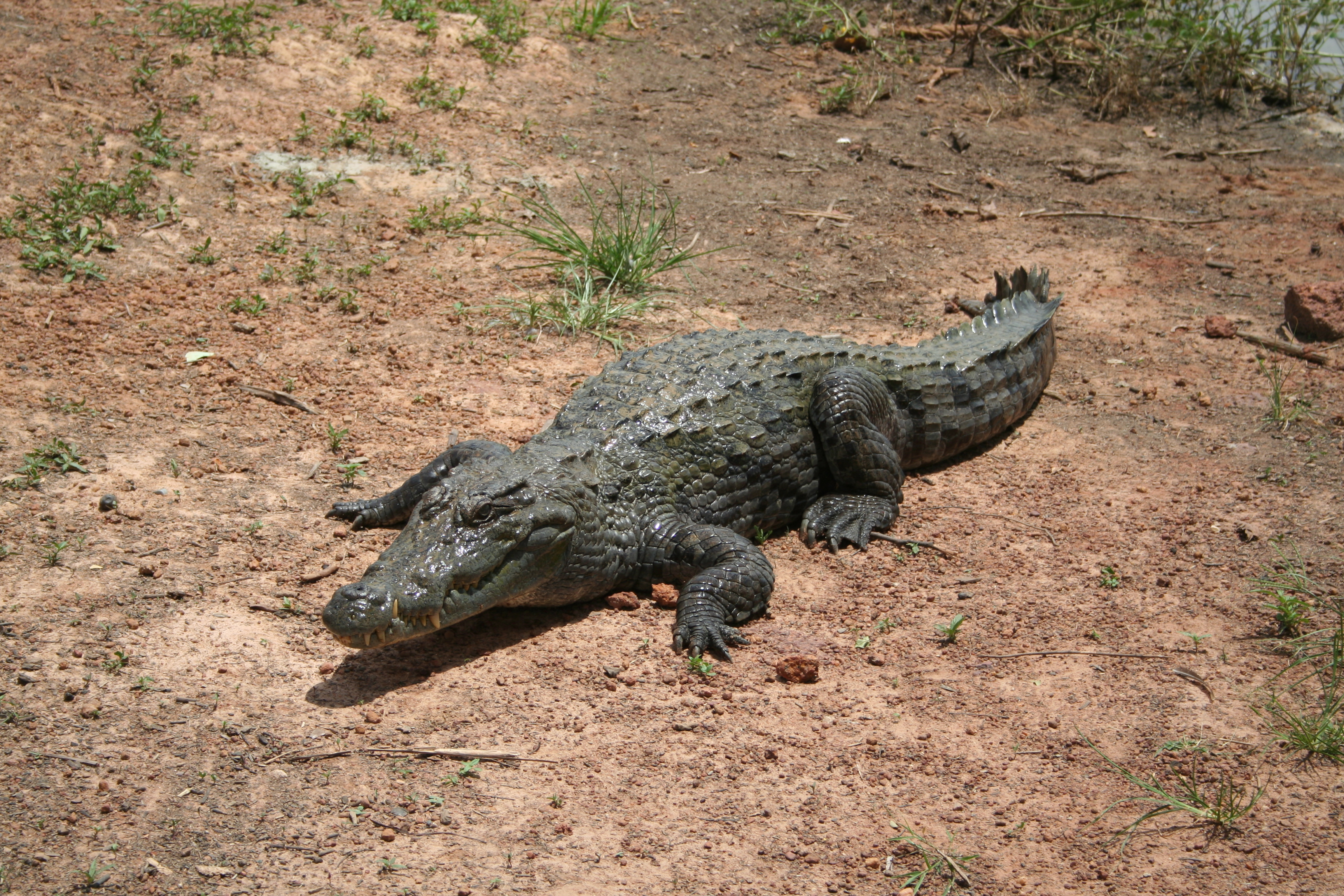
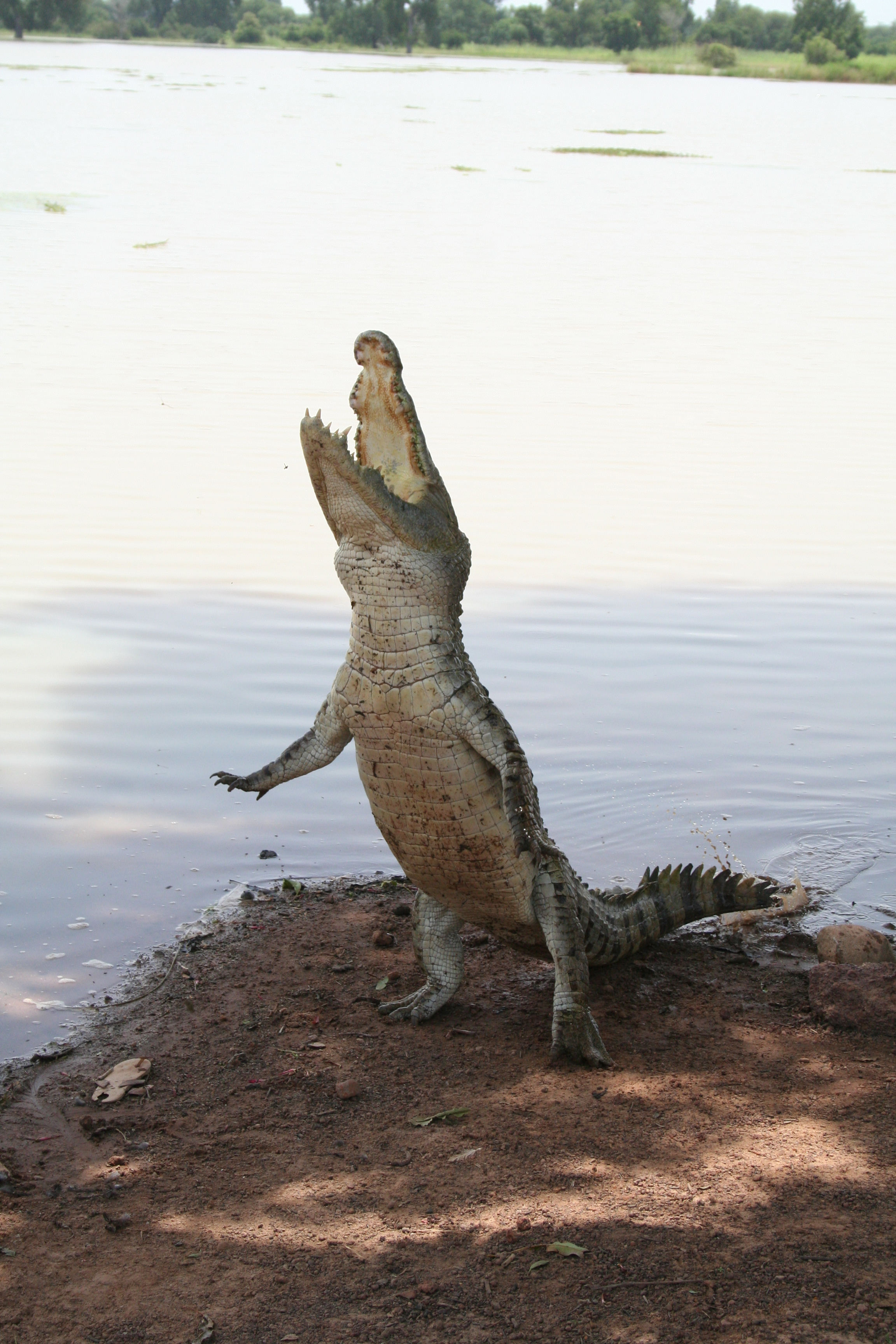
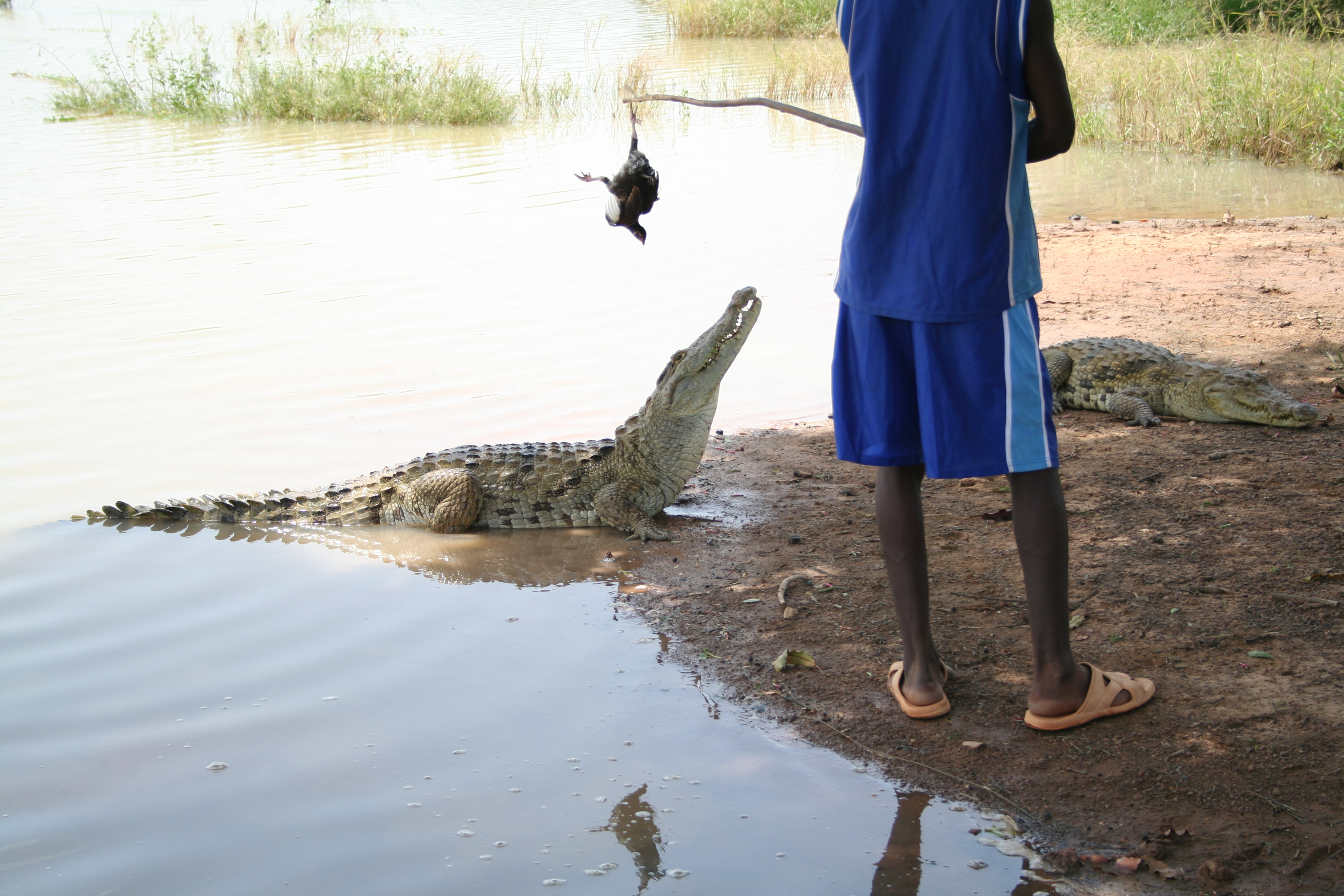